# Виторио Емануеле III Савојски
Виторио Емануеле III (итал. Vittorio Emanuele III; Напуљ, 11. новембар 1869 — Александрија, 28. децембар 1947) је био краљ Италије из Савојске династије од 1900. до 1946. Био је и цар Етиопије (1936—1943) и краљ Албаније (1939—1943). Током његове дугогодишње владавине догодила су се два светска рата, као и рађање, јачање и пад фашизма под вођством Бенита Мусолинија.

## Биографија
Виторио Емануеле је рођен у Напуљу. Био је једино дете Умберта I, краља Италије. За разлику од својих рођака, био је веома низак човек, чак и за стандарде 19. века. Био је висок свега 153 cm.
Дана 24. октобра 1896. оженио се са црногорском принцезом Јеленом Петровић Његош. На престо је ступио 29. јула 1900. након што је његовог оца убио анархиста Гаетано Бреши.

### Први светски рат
Када је почео Први светски рат Италија је прво била неутрална, иако је била чланица Тројног савеза. Године 1915. Италија је потписала неколико тајних споразума којима се обавезала да уђе у рат на страни Антанте, иако је већина становништва, као и скупштина Италије била против рата. У то време краљ је имао највећу моћ и могао је да поништи одлуку скупштине. Тако је Виктор Емануел самостално донео одлуку да уведе Италију у рат.
Међутим, због неорганизованог ратовања, великих губитака у италијанској војсци и нарочито после великог пораза у бици код Кобарида и велике економске депресије која је пратила рат окренула је краља против рата. И поред свега, краљ је посећивао различита места у северној Италији која су била на фронту. Тамо је показао велику храброст и бригу, јер је лично посећивао многе људе и заједно са својом женом водио бригу око рањеника. У овом периоду за време Првог светског рата краљ је уживао велику популарност међу већином свог становништва.

### Марш на Рим
Након завршетка Првог светског рата Италија се нашла у великој економској депресији, која је довела до екстремизма у радничкој класи Италије. То је допринело да Италија постане политички нестабилна држава. Године 1922. Мусолини је повео своје фашистичке присталице на Марш на Рим. Премијер Луиђи Факта и његов кабинет је прописали су ванредно стање. Виктор Емануел се састао са премијером после поноћи и рекао је да ће следећег јутра у 9 сати да га потпише. Међутим, следећег јутра краљ је променио мишљење о потписивању ванредног стања. Сматрао је да његова војска није у стању да одбрани град од фашистичког марша, али сведочанства војних лидера и сачуваних војних записа показују да краљ није био у праву.
Фашистичко насиље је расло током лета и јесени 1922. године које су довеле гласина о могућем удару. Виктор Емануел је имао сва средства на располагању да збаци Мусолинија и његове фашисте. Генерал Пјетро Бадољо је рекао краљу да би војска могла лако да изађе на крај са побуњеницима, који нису имали више од 10.000 људи. Трупе су биле лојалне краљу. Чак је и Цезар Марија Де Већи, командант фашиста и један од организатора Марша на Рим, рекао Мусолинију да неће да се противи жељама монархије. У том тренутку је фашистички лидер мислио да напусти Италију. Међутим у минут до поноћи је примио телеграм од краља у којем га он позива у Рим. Дана 30. октобра био је именован за премијера без претходног искуства у политици.
Краљ се није окренуо против Мусолинија ни после његове злоупотребе власти (укључујући и убиства противника фашизма). Године 1926. године Мусолини је спровео закон у којем је он одговаран само краљу, а не Парламенту.
Иако је краљ у својим мемоарима написао да га је страх од грађанског рата мотивисао на његова деловања, изгледало је да је добијао и алтернативне савете, највероватније од генерала Арманда Диаза, да би било боље да постигне договор са Мусолинијем. Какав год био случај, Виктор Емануел је показао слабост у одлукама, са великим дугогодишњим последицама за Италију и њену монархију. Изгледало је да његове одлуке нису биле базиране само на лошем расуђивању, већ и на недемократским осећањима.
Нема сумње да је Фашизам понудио политичку стабилност и опозицију левици. У то доба то је одговарало већини становништва у Италији, као и самом краљу. Људи су мислили да је Мусолини и његов режим више привлачан од алтернативе тог доба: социјализма и анархизма. Догађаји у Руској револуцији и трагедије у Првом светском рату су имале велики утицај у тим политичким одлукама.

### Латерански споразуми
Дана 7. јуна 1929. коначно је решено римско питање потписивањем Латеранских уговора и успостављањем Ватикана.

### Инвазија на Етиопију и Албанију
Италијанска монархија је деценијама имала велику популарност. Међутим, колико год да је Виктор Емануел био популаран, неколико његових одлука се показало као фаталне по монархију којом је владао. Међу овим одлукама је било и преузимање круна Етиопије и Албаније, као и јавно ћутање када је Мусолинијева фашистичка влада издала озлоглашене расне законе.

#### Цар Етиопије
Године 1936. Виктор Емануел је преузео титулу цара Етиопије. Та одлука није била универзално прихваћена. Виктор Емануел могао је да преузме титулу цара тек када је италијанска војска напала Етиопију и свргнула цара Хајла Селасија током Другог италијанско-етиопског рата.
Друштво народа је осудило учешће Италије у овом рату и италијанско полагање права на етиопске територије је оспоравано од стране неких чланица међународне заједнице, али је прихваћено од стране Уједињеног Краљевства и Француске 1938. године. Године 1941. Етиопија је повратила прво на круну после петогодишње италијанске окупације. Виктор Емануел III се одрекао титуле цара Етиопије у новембру 1943, признавањем претходних носиоца тих круна као законите.

#### Краљ Албаније
Године 1939. Виктор Емануел је преузео круну краља Албаније. Италијанске снаге су напале ову готово небрањену земљу и натерале краља Зога I на бежање. Године 1941. док је био у Тирани, монарх је избегао атентат од 19-годишњег албанског патриоте, који је испалио четири метка на њега, али је промашио. Атентатор је ухапшен и обешен десетак дана касније.

### Други светски рат
Дана 10. јуна 1940, италијански диктатор Бенито Мусолини је направио фаталну одлуку да Италија уђе у Други светски рат на страни нацистичке Немачке. Италија није била спремна за рат и од самог почетка један пораз је пратио други. Године 1940. италијанска армија у северној Африци и Грчкој доживела је понижавајуће поразе. Крајем 1941, италијанска источна Африка је изгубљена, а 1942. италијанска Либија. Пред крај 1943, задње италијанске снаге у Тунису се се предали и Сицилија је освојена од стране савезника. Италијанска морнарица и ваздухопловне јединице нису имале савремену опрему за ратовање.
Дана 19. јула 1943, Рим је бомбардован први пут у својој историји дугој 2.500 година, што је додатно допринело разочарењу италијанског народа са својим некада популарним краљем. Дана 25. јула 1943. краљ, који је већ неко време размишљао о томе да сврге италијанског диктатора, позвао је Мусолинија код себе и сменио га са места премијера Италија и на његово место поставио маршала Пјетра Бадољоа. Онда је наредио да се Мусолини ухапси и одрекао се присвојених титула Етипоје и Албаније у корист легитимних владара тих држава.
Дана 8. септембра 1943. Виктор Емануело је направио грешку када је објавио капитулацију Италије, а да пре тога није наредио италијанској војсци да бране Рим од Немаца. Остајући без наређења, италијанске снаге по фронтовима су се распале. Многе јединице које се нису предале су се придружиле Немцима.
Плашећи се немачког продора у Рим, Виктор Емануел и његова владу се се преселили у Бриндизи. Ово је можда и било потребно да би се заштитила његова безбедност, јер је Хитлер планирао да га ухапси након збацивања Мусолинија са власти. Међутим, народ је повлачио контраст са британским краљем Ђорђем VI и краљицом Елизабетом који су одбили да напусте Лондон током његовог бомбардовања, као и са папом Пијом XII који је излазио на улице и молио се са народом Рима после његовог бомбардовања.
Схватајући да је превише обележен својом ранијом подршком фашизму, Виктор Емануел је пребацио већину својих овлашћења на свога сина принца Умберта II у Априлу 1944. Овим чином се Виктор Емануел одрекао својих преосталих овлашћења уз задржавање краљевске круне.

### Плебисцит 1946
Абдицирао је 9. маја 1946. у нади да ће на референдуму Италијани гласати за останак монархије. Наследио га је син Умберто II, који је као последњи италијански краљ владао 33 дана, након што је на референдуму 54% људи гласало за републику.
Умро је у егзилу у египатској Александрији 1947. године, где је и сахрањен.
Додељен му је Краљевски орден Карађорђеве звезде.

## Породично стабло
|  |                                                           |  |  |  |  |  |  |  |  |  |  |  |  |  |  |  |
|  | 16. Карло Емануел, кнез Карињана (= #22, #24)             |  |  |  |  |  |  |  |  |  |  |  |  |  |  |  |
|  |                                                           |  |  |  |  |  |  |  |  |  |  |  |  |  |  |  |
|  |                                                           |  |  |  |  |  |  |  |  |  |  |  |  |  |  |  |
|  | 8. Карло Алберт (=#12)                                    |  |  |  |  |  |  |  |  |  |  |  |  |  |  |  |
|  |                                                           |  |  |  |  |  |  |  |  |  |  |  |  |  |  |  |
|  |                                                           |  |  |  |  |  |  |  |  |  |  |  |  |  |  |  |
|  | 17. Марија Кристина од Саксоније (1770—1851) (= #23, #25) |  |  |  |  |  |  |  |  |  |  |  |  |  |  |  |
|  |                                                           |  |  |  |  |  |  |  |  |  |  |  |  |  |  |  |
|  |                                                           |  |  |  |  |  |  |  |  |  |  |  |  |  |  |  |
|  | 4. Виторио Емануеле II Савојски                           |  |  |  |  |  |  |  |  |  |  |  |  |  |  |  |
|  |                                                           |  |  |  |  |  |  |  |  |  |  |  |  |  |  |  |
|  |                                                           |  |  |  |  |  |  |  |  |  |  |  |  |  |  |  |
|  | 18. Фердинанд III, велики војвода Тоскане (= #26)         |  |  |  |  |  |  |  |  |  |  |  |  |  |  |  |
|  |                                                           |  |  |  |  |  |  |  |  |  |  |  |  |  |  |  |
|  |                                                           |  |  |  |  |  |  |  |  |  |  |  |  |  |  |  |
|  | 9. Марија Тереза од Аустрије (=#13)                       |  |  |  |  |  |  |  |  |  |  |  |  |  |  |  |
|  |                                                           |  |  |  |  |  |  |  |  |  |  |  |  |  |  |  |
|  |                                                           |  |  |  |  |  |  |  |  |  |  |  |  |  |  |  |
|  | 19. Лујза од Напуља и Сицилије (= #27)                    |  |  |  |  |  |  |  |  |  |  |  |  |  |  |  |
|  |                                                           |  |  |  |  |  |  |  |  |  |  |  |  |  |  |  |
|  |                                                           |  |  |  |  |  |  |  |  |  |  |  |  |  |  |  |
|  | 2. Умберто I                                              |  |  |  |  |  |  |  |  |  |  |  |  |  |  |  |
|  |                                                           |  |  |  |  |  |  |  |  |  |  |  |  |  |  |  |
|  |                                                           |  |  |  |  |  |  |  |  |  |  |  |  |  |  |  |
|  | 20. Леополд II, цар Светог римског царства                |  |  |  |  |  |  |  |  |  |  |  |  |  |  |  |
|  |                                                           |  |  |  |  |  |  |  |  |  |  |  |  |  |  |  |
|  |                                                           |  |  |  |  |  |  |  |  |  |  |  |  |  |  |  |
|  | 10. Archduke Rainer Joseph of Austria                     |  |  |  |  |  |  |  |  |  |  |  |  |  |  |  |
|  |                                                           |  |  |  |  |  |  |  |  |  |  |  |  |  |  |  |
|  |                                                           |  |  |  |  |  |  |  |  |  |  |  |  |  |  |  |
|  | 21. Марија Лујза Шпанска                                  |  |  |  |  |  |  |  |  |  |  |  |  |  |  |  |
|  |                                                           |  |  |  |  |  |  |  |  |  |  |  |  |  |  |  |
|  |                                                           |  |  |  |  |  |  |  |  |  |  |  |  |  |  |  |
|  | 5. Adelaide of Austria                                    |  |  |  |  |  |  |  |  |  |  |  |  |  |  |  |
|  |                                                           |  |  |  |  |  |  |  |  |  |  |  |  |  |  |  |
|  |                                                           |  |  |  |  |  |  |  |  |  |  |  |  |  |  |  |
|  | 22. Карло Емануел, кнез Карињана (= #16, #24)             |  |  |  |  |  |  |  |  |  |  |  |  |  |  |  |
|  |                                                           |  |  |  |  |  |  |  |  |  |  |  |  |  |  |  |
|  |                                                           |  |  |  |  |  |  |  |  |  |  |  |  |  |  |  |
|  | 11. Elisabeth of Savoy                                    |  |  |  |  |  |  |  |  |  |  |  |  |  |  |  |
|  |                                                           |  |  |  |  |  |  |  |  |  |  |  |  |  |  |  |
|  |                                                           |  |  |  |  |  |  |  |  |  |  |  |  |  |  |  |
|  | 23. Марија Кристина од Саксоније (1770—1851) (= #17, #25) |  |  |  |  |  |  |  |  |  |  |  |  |  |  |  |
|  |                                                           |  |  |  |  |  |  |  |  |  |  |  |  |  |  |  |
|  |                                                           |  |  |  |  |  |  |  |  |  |  |  |  |  |  |  |
|  | 1. Виторио Емануеле III Савојски                          |  |  |  |  |  |  |  |  |  |  |  |  |  |  |  |
|  |                                                           |  |  |  |  |  |  |  |  |  |  |  |  |  |  |  |
|  |                                                           |  |  |  |  |  |  |  |  |  |  |  |  |  |  |  |
|  | 24. Карло Емануел, кнез Карињана (= #16, #22)             |  |  |  |  |  |  |  |  |  |  |  |  |  |  |  |
|  |                                                           |  |  |  |  |  |  |  |  |  |  |  |  |  |  |  |
|  |                                                           |  |  |  |  |  |  |  |  |  |  |  |  |  |  |  |
|  | 12. Карло Алберт (=#8)                                    |  |  |  |  |  |  |  |  |  |  |  |  |  |  |  |
|  |                                                           |  |  |  |  |  |  |  |  |  |  |  |  |  |  |  |
|  |                                                           |  |  |  |  |  |  |  |  |  |  |  |  |  |  |  |
|  | 25. Марија Кристина од Саксоније (1770—1851) (= #17, #23) |  |  |  |  |  |  |  |  |  |  |  |  |  |  |  |
|  |                                                           |  |  |  |  |  |  |  |  |  |  |  |  |  |  |  |
|  |                                                           |  |  |  |  |  |  |  |  |  |  |  |  |  |  |  |
|  | 6. Фердинанд, војвода од Ђенове                           |  |  |  |  |  |  |  |  |  |  |  |  |  |  |  |
|  |                                                           |  |  |  |  |  |  |  |  |  |  |  |  |  |  |  |
|  |                                                           |  |  |  |  |  |  |  |  |  |  |  |  |  |  |  |
|  | 26. Фердинанд III, велики војвода Тоскане (= #18)         |  |  |  |  |  |  |  |  |  |  |  |  |  |  |  |
|  |                                                           |  |  |  |  |  |  |  |  |  |  |  |  |  |  |  |
|  |                                                           |  |  |  |  |  |  |  |  |  |  |  |  |  |  |  |
|  | 13. Марија Тереза од Аустрије (=#9)                       |  |  |  |  |  |  |  |  |  |  |  |  |  |  |  |
|  |                                                           |  |  |  |  |  |  |  |  |  |  |  |  |  |  |  |
|  |                                                           |  |  |  |  |  |  |  |  |  |  |  |  |  |  |  |
|  | 27. Лујза од Напуља и Сицилије (= #19)                    |  |  |  |  |  |  |  |  |  |  |  |  |  |  |  |
|  |                                                           |  |  |  |  |  |  |  |  |  |  |  |  |  |  |  |
|  |                                                           |  |  |  |  |  |  |  |  |  |  |  |  |  |  |  |
|  | 3. Маргерита од Савој-Ђенове                              |  |  |  |  |  |  |  |  |  |  |  |  |  |  |  |
|  |                                                           |  |  |  |  |  |  |  |  |  |  |  |  |  |  |  |
|  |                                                           |  |  |  |  |  |  |  |  |  |  |  |  |  |  |  |
|  | 28. Максимилијан                                          |  |  |  |  |  |  |  |  |  |  |  |  |  |  |  |
|  |                                                           |  |  |  |  |  |  |  |  |  |  |  |  |  |  |  |
|  |                                                           |  |  |  |  |  |  |  |  |  |  |  |  |  |  |  |
|  | 14. Јохан од Саксоније                                    |  |  |  |  |  |  |  |  |  |  |  |  |  |  |  |
|  |                                                           |  |  |  |  |  |  |  |  |  |  |  |  |  |  |  |
|  |                                                           |  |  |  |  |  |  |  |  |  |  |  |  |  |  |  |
|  | 29. Каролина од Парме                                     |  |  |  |  |  |  |  |  |  |  |  |  |  |  |  |
|  |                                                           |  |  |  |  |  |  |  |  |  |  |  |  |  |  |  |
|  |                                                           |  |  |  |  |  |  |  |  |  |  |  |  |  |  |  |
|  | 7. Елизабета од Саксоније                                 |  |  |  |  |  |  |  |  |  |  |  |  |  |  |  |
|  |                                                           |  |  |  |  |  |  |  |  |  |  |  |  |  |  |  |
|  |                                                           |  |  |  |  |  |  |  |  |  |  |  |  |  |  |  |
|  | 30. Максимилијан I Јозеф од Баварске                      |  |  |  |  |  |  |  |  |  |  |  |  |  |  |  |
|  |                                                           |  |  |  |  |  |  |  |  |  |  |  |  |  |  |  |
|  |                                                           |  |  |  |  |  |  |  |  |  |  |  |  |  |  |  |
|  | 15. Амалија Аугуста од Баварске                           |  |  |  |  |  |  |  |  |  |  |  |  |  |  |  |
|  |                                                           |  |  |  |  |  |  |  |  |  |  |  |  |  |  |  |
|  |                                                           |  |  |  |  |  |  |  |  |  |  |  |  |  |  |  |
|  | 31. Каролина Баденска                                     |  |  |  |  |  |  |  |  |  |  |  |  |  |  |  |
|  |                                                           |  |  |  |  |  |  |  |  |  |  |  |  |  |  |  |
|  |                                                           |  |  |  |  |  |  |  |  |  |  |  |  |  |  |  |

## Породица

### Супружник
| име            | слика | датум рођења    | датум смрти        |
| -------------- | ----- | --------------- | ------------------ |
| Краљица Јелена |       | 8. јануар 1873. | 28. новембар 1952. |

### Деца
| име                       | слика | датум рођења        | датум смрти       | супружник             |
| ------------------------- | ----- | ------------------- | ----------------- | --------------------- |
| Принцеза Јоланда          |       | 1. јун 1901.        | 16. октобар 1986. | Ђорђо Карло Калви     |
| Принцеза Мафалда          |       | 2. новембар 1902.   | 27. август 1944.  | Филип од Хесеа        |
| Краљ Умберто II           |       | 15. септембар 1904. | 18. март 1983.    | Мари Жозе од Белгије  |
| Краљица Ђована            |       | 13. новембар 1907.  | 26. фебруар 2000. | Краљ Борис ІІІ        |
| Принцеза Марија Франческа |       | 26. децембар 1914.  | 7. децембар 2001. | Луиђи од Бурбон-Парме |